# Il n'y a pas d'ombre dans le désert
Pour plus de détails, voir Fiche technique et Distribution.
Il n'y a pas d'ombre dans le désert est un film dramatique franco-israélien réalisé par Yossi Aviram et sorti en 2024,.

## Fiche technique
Sauf indication contraire, les informations mentionnées dans cette section peuvent être confirmées par les bases de données cinématographiques IMDb et Allociné,  présentes dans la section « Liens externes ».
- Titre original : Il n'y a pas d'ombre dans le désert
- Réalisation : Yossi Aviram
- Scénario : Yossi Aviram, Valeria Bruni Tedeschi et Alexandre Manneville
- Musique : Winter Family, Xavier Klaine, Ruth Rosenthal et Olivier Robert
- Décors : Virginie Noël
- Costumes : Carmel Meir et Virginie Noël
- Photographie : Damien Dufresne
- Son : Agathe Poche, Simon Apostolou et Pierre Bompy
- Montage : Thomas Marchand
- Production : Yaël Fogiel et Laetitia Gonzalez
  - Coproduction : Yoav Roeh, Aurit Zamir, Farid Rezkallah et Annie Dekel-Ohayon
- Sociétés de production : Les Films du Poisson, 24 Images et Gum Films
- Société de distribution : Les Films du Losange
- Budget :
- Pays de production :  France et  Israël
- Langue originale : français et hébreu
- Format :
- Genre : Drame
- Durée : 101 minutes
- Dates de sortie :
  - France : 28 février 2024

## Distribution
- Valeria Bruni Tedeschi : Anna
- Yona Rozenkier : Ori
- Germaine Unikovsky : Batya, la mère d'Ori
- Jackie Berroyer : Laszlo, le père d'Anna
- Alexander Aviram : l'accusé (le présumé Andras Adorian)
- Roni Alter : la petite-fille de l'accusé
- Zohar Wexler : maître Weinstock
- Menachem Lang : maître Flumin
- Merav Shirom : Ruth
- Yoel Rozenkier : Hanoch
- Fantine Gelu : Sophia

## Accueil
À sa sortie en France, le film obtient une note critique de 2,8 sur Allociné et une note spectateur de 2,2.

### Box-office
- France : 6 054 entrées[4].